# Caletor javanus
Caletor javanus is een hooiwagen uit de familie Epedanidae. De originele naamcombinatie (protoniem) was Epedanus javanus Thorell, 1876. Een volgende naamrecombinatie werd gepubliceerd als Caletor javanus (Thorell, 1876) in Roewer 1938.